# Spheroid Hill
Der Spheroid Hill ist ein 1230 m hoher und hauptsächlich unvereister Berg im ostantarktischen Viktorialand. Er ragt nördlich des Blue Glacier und 1,5 km östlich des Ellipsoid Hill auf.
Der Hügel gehört zu einer Reihe geographischer Objekte, die das New Zealand Geographic Board im Jahr 1993 nach Begriffen aus der Geodäsie und Mathematik benannte. Namensgebend ist die Figur des Sphäroids (englisch spheroid).